# 擬垂枝蘚
擬垂枝蘚（学名：Rhytidiadelphus triquetrus）为塔蘚科擬垂枝蘚屬下的一个种。